# Игнатовская (Верховажский район)
Игнатовская — деревня в Верховажском районе Вологодской области.
Входит в состав Нижнекулойского сельского поселения, с точки зрения административно-территориального деления — в Нижнекулойский сельсовет.
Расстояние по автодороге до районного центра Верховажья — 35 км, до центра муниципального образования Урусовской — 9 км. Ближайшие населённые пункты — Бревновская, Грихневская, Титовская.
По данным переписи в 2002 году постоянного населения не было.